# Castillon-de-Saint-Martory
Castillon-de-Saint-Martory è un comune francese di 337 abitanti situato nel dipartimento dell'Alta Garonna nella regione dell'Occitania.

## Società

### Evoluzione demografica
Abitanti censiti